# Vakt (befattning)

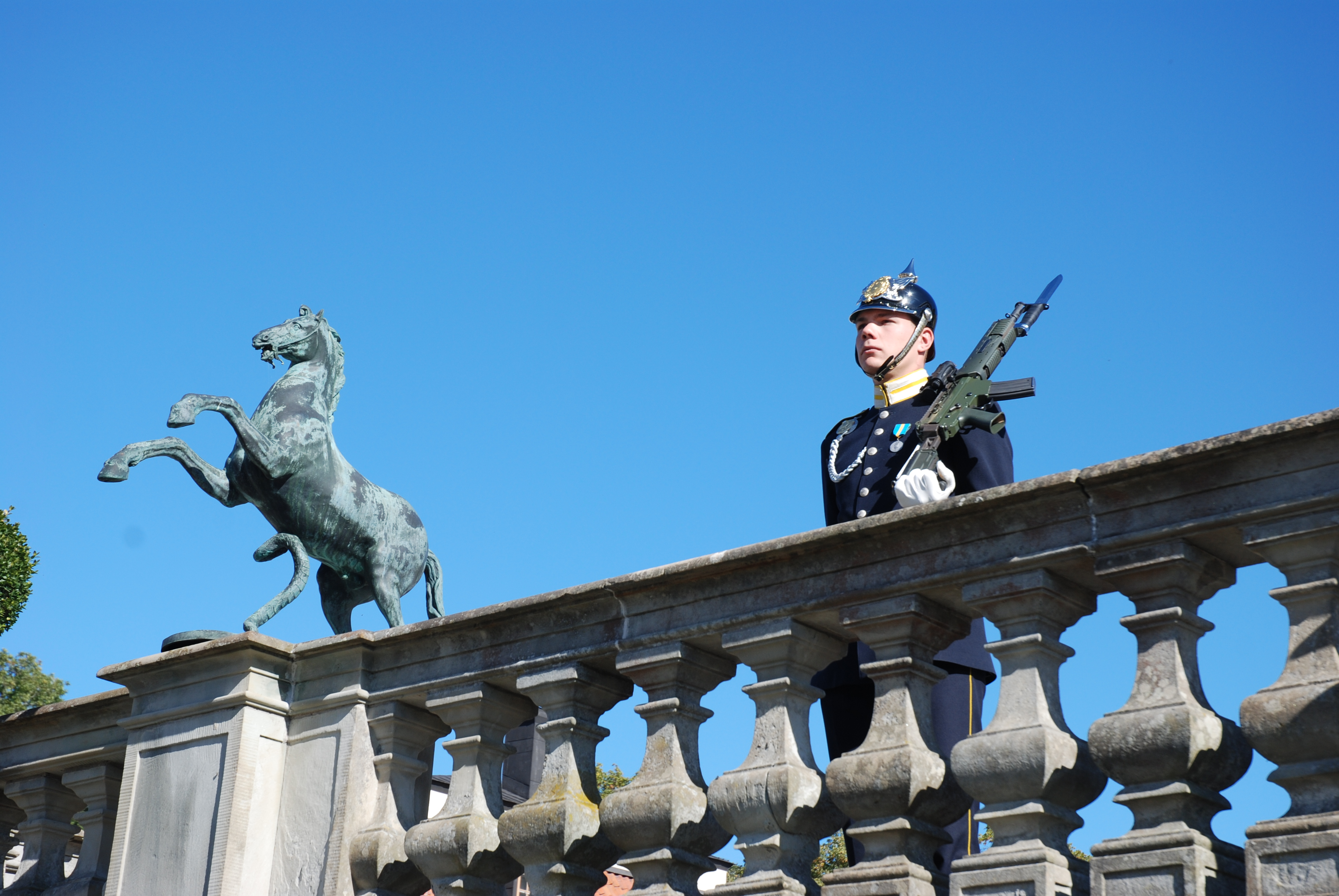
Militär vaktpost på södra sidan av svenska kungens residens på Drottningholms slott. Till vänster skulptur av Adrian de Vries

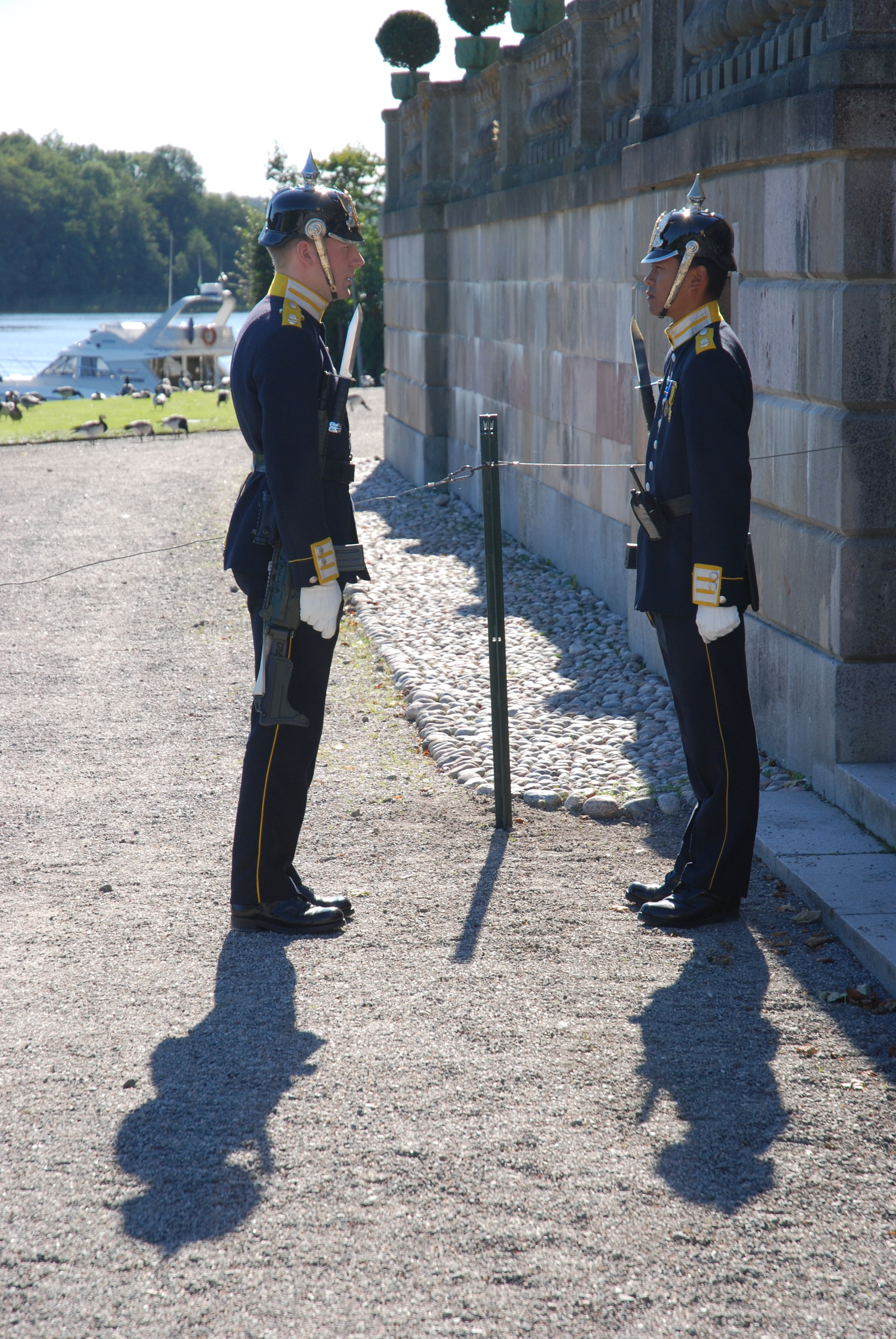
Militär vaktpost med befäl på norra sidan av svenska kungens residens på Drottningholms slott

Vakt är en allmän befattning (tilldelad tjänst) vars uppgift är att vakta objekt i syfte att upprätthålla säkerhet och att skydda det som vakas över, därtill uppgifter som att utföra bevakning, vakande, vakthållning, och nedkämpning av fientligheter eller hot beroende på situation.
Vakt är inget entydigt begrepp och att vara vakt ger i Sverige inte det tjänstemannaskydd som väktare och ordningsvakter samt polis har.

## Vakt i Sverige
I Sverige är det fullt tillåtet för alla att kalla sig vakt då detta inte är en skyddad titel som polis, väktare eller ordningsvakt. En vakt kan samtidigt vara´"värd" eller "entrévärd".
Vakter i Sverige saknar de befogenheter som ordningsvakter eller polis har och har inga befogenheter över var mans rätt.
Vakter kan bära uniform med tryck "VAKT" eller "SECURITY", men ej med tryck som "ORDNINGSVAKT" eller liknande.
En vakt/entrévärd får inte tvinga någon att visa legitimation eller bli visiterad.

### Svensk lag
Lag: "15 § - Giver någon sig obehörigen ut för att utöva myndighet, dömes för föregivande av allmän ställning till böter eller fängelse i högst sex månader. Detsamma skall gälla, om någon obehörigen bär uniform, märke eller annat tjänstetecken som giver honom sken av att tillhöra försvarsmakten eller annan kår i det allmännas tjänst eller kår, vars verksamhet avser allmän samfärdsel eller allmänhetens förseende med vatten, ljus, värme eller kraft." Vakt ingår inte under detta då man inte utövar försvarsmakt, myndighet, vatten, ljus eller kraft.

## Typer
- Badvakt
- Brandvakt
- Fängelsepersonal
- Hirdman
- Häktesvakt
- Kriminalvårdare
- Korv (vakt)
- Livgarde
- Livvakt
- Ordningsvakt
- Polis
- Skyddsvakt
- Tjänstemannaskydd
- Vakthund
- Väktare